# Peter Herbert Jackson
Peter Herbert Jackson (* 15. November 1912 in Market Harborough; † 5. Februar 1983 in Cirencester) war ein britischer Ruderer.
Jackson ruderte für den London Rowing Club und war dort von 1932 bis 1939 in verschiedenen Bootsklassen erfolgreich. Unter anderem siegte er 1934 mit dem Achter bei der Henley Royal Regatta. In den Jahren von 1933 bis 1935 und 1939 war Jackson viermal Mitglied des erfolgreichen Achters beim Head of the River Race.
Für die Olympischen Spiele 1936 in Berlin rückte Jackson in den Vierer ohne Steuermann zusammen mit Martin Bristow, Alan Barrett und John Sturrock. Die Briten belegten im zweiten Vorlauf den zweiten Platz hinter den Schweizern und gewannen ihr Halbfinale. Im Finale gewannen sie die Silbermedaille mit fast fünf Sekunden Rückstand auf das deutsche Boot und vier Sekunden Vorsprung auf die Schweizer.
1938 bei den British Empire Games in Sydney gewann Jackson mit dem englischen Achter. Eine Stunde später trat er auch zum Finale im Einer an und gewann die Silbermedaille hinter dem Australier Herbert Turner.
Im Zweiten Weltkrieg war Jackson Lieutenant Colonel bei den 10th Royal Hussars.